# 尖尾屬
尖尾屬（学名：Oxyuris），也称尖尾线虫属，为尖尾科的一个属。

## 下属物种
本属包括以下物种：
- Oxyuris acutissima (Zeder, 1800)
- 马尖尾线虫 Oxyuris equi (Schrank, 1788)
- 卡拉莫贾尖尾线虫 Oxyuris karamoja
- Oxyuris paradoxa Molin, 1858